# Леополіс (поїзд)
«Леополіс» — нічний швидкий фірмовий пасажирський поїзд Львівської залізниці № 92/91 сполученням Львів — Київ. Експлуатант — Укрзалізниця. Власник — Львівська залізниця. Протяжність маршруту — 572 км.  На цей поїзд є можливість придбати електронний квиток.

## Історія
У 1967 році поїзд вирушив у перший рейс під № 285/286.
З нового графіку руху 2012 року поїзд планували запустити за маршрутом поїзда № 141/142 «Галичина» через станції Володимир, Ковель, Сарни, Коростень, проте це не було здійснено.
Раніше поїзду була привласнена категорія «денний швидкий», згодом змінена категорія на «нічний швидкий». У 2018 році став найприбутковішим поїздом, що курсує у внутрішньому сполученні України, який приніс прибуток у 60,5 млн ₴.
Влітку 2019 року курсував у спільному обороті з поїздом № 105/106 Київ — Одеса і здійснювався оборот з поїздом № 170/169 Львів — Одеса. З 2020 року курсував в спільному обороті з поїздом № 80/79 «Дніпро» Київ — Дніпро в обороті з поїздами №№ 180/179-280/279-192/191-292/291 Львів — Дніпро.
З 3 лютого 2020 року «Укрзалізницею» запроваджена у пілотному режимі нова послуга для пасажирів — доставка ручної поклажі до/з поїзда. Зокрема, пасажирам пропонується доставка ручної поклажі з вокзалу до вокзалу або адресна — від дверей до дверей. Замовлення адресної доставки передбачає, що кур'єр сам забере поклажу та доставить за адресою. Послуга надається за бажанням пасажира, який має проїзний документ і здійснює поїздку від станції початкового відправлення до кінцевої станції прибуття поїзда. До перевезення приймається ручна поклажа пасажира вагою до 36 кг включно.
З 18 березня по 26 червня 2020 року поїзд був тимчасово скасований через карантинні обмеження на COVID-19. З 27 червня 2020 року відновлено курсування поїзда за звичайним графіком.
З 15 грудня 2024 року, з введенням розкладу руху на 2024/2025 рік, поїзд курсує під новою іменною назвою — «Леополіс».
З 1 серпня 2025 року «Укрзалізниця» 
впроваджує верифікацію через «Дія. Підпис» придбання або повернення проїзних документів на поїзд № 91/92 Львів — Київ. Продаж квитків через каси на цей поїзд недоступний. Зміни впроваджені з метою зменшення кількості можливих зловживань під час придбання проїзних документів.

## Інформація про курсування
Поїзд «Леополіс» курсує щоденно, цілий рік. На маршруті руху призначені тарифні зупинки на станціях Підзамче (з 25 серпня 2016 року) та Святошин. При прямуванні зі Львова поїзду встановлена технічна зупинка на станції Рихальська, при прямуванні з Києва — станція Звягель I.
| Розклад руху поїзда «Леополіс» (з 6 лютого 2025) | Розклад руху поїзда «Леополіс» (з 6 лютого 2025) | Розклад руху поїзда «Леополіс» (з 6 лютого 2025) | Розклад руху поїзда «Леополіс» (з 6 лютого 2025) | Розклад руху поїзда «Леополіс» (з 6 лютого 2025) |
| Час прибуття                                     | Час відправлення                                 | Станція                                          | Час прибуття                                     | Час відправлення                                 |
| ------------------------------------------------ | ------------------------------------------------ | ------------------------------------------------ | ------------------------------------------------ | ------------------------------------------------ |
| —                                                | 23:09                                            | Львів                                            | 06:40                                            | —                                                |
| 23:20                                            | 23:22                                            | Підзамче                                         | 06:26                                            | 06:28                                            |
| —                                                | —                                                | Святошин                                         | 22:56                                            | 22:58                                            |
| 06:48                                            | —                                                | Київ                                             | —                                                | 22:36                                            |

| Розклад руху поїзда «Леополіс» (з 20 березня 2025) | Розклад руху поїзда «Леополіс» (з 20 березня 2025) | Розклад руху поїзда «Леополіс» (з 20 березня 2025) | Розклад руху поїзда «Леополіс» (з 20 березня 2025) | Розклад руху поїзда «Леополіс» (з 20 березня 2025) |
| Час прибуття                                       | Час відправлення                                   | Станція                                            | Час прибуття                                       | Час відправлення                                   |
| -------------------------------------------------- | -------------------------------------------------- | -------------------------------------------------- | -------------------------------------------------- | -------------------------------------------------- |
| —                                                  | 23:09                                              | Львів                                              | 06:40                                              | —                                                  |
| 23:20                                              | 23:22                                              | Підзамче                                           | 06:26                                              | 06:28                                              |
| —                                                  | —                                                  | Буча                                               | 23:15                                              | 23:17                                              |
| —                                                  | —                                                  | Святошин                                           | 22:56                                              | 22:58                                              |
| 06:48                                              | —                                                  | Київ                                               | —                                                  | 22:36                                              |

Актуальний розклад руху вказано у розділі «Розклад руху призначених поїздів» на офіційному вебсайті «Укрзалізниці».
Час у дорозі зі Львова до Києва складає 7 год. 19 хв., зворотно з Києва — 8 год. 04 хв.  
Під час відправлення та прибуття поїзда на станцію  Львова та Києва лунає музичний супровід «Місто весни».

## Склад поїзда
В обігу два склади поїзда формуванням пасажирського вагонного депо Львів (ЛВЧД-1), перевезення яких здійснюють електровози приписки локомотивного депо «Львів-Схід» та локомотивного депо «Київ-Пасажирський», переважно ЧС4, ЧС8, ДС3.
Поїзду встановлена схема з 15 фірмових вагонів:
- 12 купейних[10]
- 3 вагон класу «Люкс»[11].

Плацкартні вагони в складі поїзда відсутні.
Схема поїзда може відрізнятися від наведеної в залежності від сезону (зима, літо). Точну схему на конкретну дату можна подивитися в розділі «Онлайн резервування та придбання квитків» на офіційному вебсайті «Укрзалізниці».
Нумерація вагонів при відправлення зі Львова та  Києва — іх західної сторони вокзалів.

## Подія
- 19 жовтня 2020 року в поїзді виникла надзвичайна подія з 17 і 19-річними дівчатами: юні пасажирки були п'яні, гучно слухали музику, кричали й бігали голі по вагону, а також курили, де хотіли. Про інцидент повідомили у Facebook-спільності «Київ Оперативний». Як зазначалося у повідомлені, дівчата настільки дико поводились, що довелося перевести пасажирів із сусіднього купе до іншого вагону, а коли зауваження не допомогли, начальник поїзда вирішив, що таких пасажирок потрібно просто висадити. Це сталось вночі, о 03:00, 20 жовтня. Дебоширок висадили за допомогою поліції та декількох чоловіків. Дівчата не здавалися до останнього та спробували розіграти карту «харасменту»: вони повідомили, що коли були оголеними, хтось намагався на них подивитися. Вони також заявили, що підстав для того, щоб висадити їх з поїзду не було. Пасажирки навідріз відмовились виходити. Поблажливі, але послідовні працівники поліції їх тривалий час вмовляли й коли дівчата вже зрозуміли, що правоохоронці не змилуються, то зрештою вийшли із вагона на станції Шепетівка[13].